# Andréa del Fuego
Andréa Fátima dos Santos, född 1975 i São Paulo, är en brasiliansk författare. Hon är verksam under författarnamnet Andréa del Fuego och har skrivit noveller, romaner och barnböcker sedan 2004. Romanen Os Malaquias från 2010 belönades med José Saramago-priset; under titeln Syskonen Malaquias utkom den 2014 i svensk översättning.

## Biografi
Andréa del Fuego arbetade inom reklam när hon, efter att ha visat erotiska noveller för en journalist i bekantskapskretsen, fick möjligheten att ta hand om en frågespalt om sexuella ämnen. Hon skapade då sin pseudonym Andréa del Fuego, vilket var en referens till den brasilianska dansösen Luz del Fuego.
Andréa del Fuego har författat novellsamlingarna Minto enquanto posso (2004), Nego tudo (2005) och Engano seu (2007). Hon har bland annat bidragit till antologierna Os cem menores contos brasileiros do século ('Århundradets 100 minsta brasilianska noveller') och 30 mulheres que estão fazendo a nova literatura brasileira ('30 kvinnor som skapar den nya brasilianska litteraturen').
2007 kom ungdomsboken Blade Runner och året efter Sociedade da Caveira de Cristal ('Kristallskallens sällskap').
Andréa del Fuegos första roman, Os Malaquias (2010) berättar historien om tre syskon som blir föräldralösa när deras föräldrar dör av ett åsknedslag. Historien utspelar sig i södra delen av Minas Gerais och är inspirerad av en släkthistoria. Boken, som av vissa jämförts med den magiska realismen hos Gabriel García Márquez, belönades året därpå med Prémio José Saramago ("José Saramago-priset").
Andréa del Fuego är även fast bidragsgivare i TV-programmet Entrelinhas, där hon presenterar programinslag om olika brasilianska eller utländska författare.

## del Fuego på svenska
I september 2014 besökte del Fuego Sverige, i samband med Bokmässan i Göteborg. Samtidigt kom Os Malaquias ut i svensk översättning, under titeln Syskonen Malaquias.

### Noveller
- 2004 – Minto enquanto posso ('Medan jag ljuger', Ed. O Nome da Rosa)
- 2005 – Nego tudo ('Jag vägrar allt', Fina Flor)
- 2007 – Engano seu ('Hans misstag', Ed. O Nome da Rosa)
- 2009 – Nego fogo (Dulcinéia Catadora)

### Barn- och ungdomsböcker
- 2007 – Blade Runner (Mojo Books)
- 2008 – Sociedade da Caveira de Cristal ('Kristallskallens sällskap', Scipione)
- 2008 – Quase caio ('Jag svimmar nästan', Escala Educacional)
- 2008 – Crônica ('Krönika', Editora Escala Educacional)
- 2010 – Irmãs de pelúcia ('Plyschsystrarna', Scipione)

### Romaner
- 2010 – Os Malaquias (Língua geral)
  - 2014 –  Syskonen Malaquias. översättning: Irene Anderberg. Natur & Kultur. Libris 16466802. ISBN 9789127139930
- 2013 – As miniaturas (Companhia das Letras)
- 2021 – A Pediatra  (Companhia das Letras)
  - 2024 –  Barnläkaren. översättning Irene Anderberg. Tranan. Libris xg5d2mdvvpfkkcp8. ISBN 9789189814424

## Utmärkelser
- 2011 – Prémio José Saramago ("José Saramago-priset").[6]

## Källhänvisningar
Den här artikeln är helt eller delvis baserad på material från portugisiskspråkiga Wikipedia, 31 oktober 2013.
1. ↑  Maria Ramos Silva (2011-10-28): "Andréa del Fuego. “Minha mãe falou: ‘Como ganha uma coisa assim e não me diz nada?’”. Arkiverad 24 september 2015 hämtat från the Wayback Machine. i. Läst 13 september 2014. (portugisiska)
2. 1 2  Mello, Ramon (2010-10-08): "Andréa del Fuego, ficcionista". Arkiverad 14 september 2014 hämtat från the Wayback Machine. Saraivaconteudo.com.br. Läst 13 september 2014. (portugisiska)
3. ↑  "Andrea del Fuego lança 'Os malaquias'". Arkiverad 3 oktober 2017 hämtat från the Wayback Machine. Jornal do Brasil, 2010-07-03. Läst 13 september 2014. (portugisiska)
4. ↑  "Del Fuego, Andréa (1975)". Arkiverad 14 september 2014 hämtat från the Wayback Machine. Itaucultural.org.br. Läst 13 september 2014. (engelska)
5. ↑  Kastner, Fabian (2014-10-04): "Magi som känns alldeles sann". Svd.se. Läst 9 oktober 2014.
6. 1 2  ”Literatura: Andréa del Fuego vence Prêmio Saramago com "Os Malaquias"”. Expresso, 2011-10-25. Läst 13 september 2014. (portugisiska)
7. ↑  "Andréa del Fuego". Arkiverad 14 september 2014 hämtat från the Wayback Machine. Bokmassan.se. Läst 13 september 2014.
8. ↑  "Syskonen Malaquias". Arkiverad 6 oktober 2014 hämtat från the Wayback Machine. Nok.se. Läst 21 september 2014.
9. ↑  Kastner, Fabian (2014-10-04): "Magi som känns alldeles sann ". Svd.se. Läst 4 oktober 2014.